# Thư pháp Việt Nam
Thư pháp Việt Nam bao gồm hai dòng, thư pháp chữ Hán-Nôm cổ truyền và thư pháp chữ quốc ngữ (chữ Latinh) hiện đại.
Ở các thời kỳ, đều có những người viết chữ đẹp được công nhận như Lý Nhân Tông thời Lý, Nguyễn Đình Giới thời Trần, Bùi Đình Kiên thời Lê hay như Cao Bá Quát thời Nguyễn.

## Lịch sử
Thư pháp xuất hiện hầu như đồng thời với sự hình thành văn tự vì nhu cầu trình bày trang nhã và minh bạch văn bản. Công cụ chính tạo nên thư pháp là bút và chất liệu lưu trữ văn tự, mà sau được hiểu gồm mực và giấy. Thư pháp gia thường không nhất thiết phải là bậc trí giả nhưng ít nhiều được coi trọng nhờ vốn học vấn đủ để biên chép.
Trong thế giới Tây phương, thư pháp gia thường là hiền sĩ hoặc tăng lữ vì đặc thù thực dụng của thể chữ kí ngang mặt giấy. Ngược lại, ở thế giới Á Đông, thư pháp gia có sự phân cấp rất rõ : Thư pháp gia đã ít nhất một lần đậu khoa cử hoặc được kính nể cả tài năng và đức hạnh thì mặc nhiên liệt hạng tinh anh, những người này coi chữ của mình là vốn quý và chỉ đem tặng những ai thân thiết hay khả kính ; còn lại, thư pháp gia vốn do thi hỏng thì chẳng những không đủ tư cách dạy học mà còn bị cả sĩ lâm coi khinh, vì thế, đối với họ thì bán chữ thuần túy là cách mưu sinh. Những thư pháp gia có địa vị thấp thường bị lỡm là "vị sư bán tự" (lái "bán tự vi sư"), thoảng hoặc kiêm thêm nghề bói toán hoặc bốc thuốc làm kế sinh nhai..
Tại Việt Nam hậu kì hiện đại, do tình trạng kì thị cũng như đứt đoạn văn hóa Hán tự, nhiều người tự xưng thư pháp gia đi bán chữ theo lối cổ, nhưng thường phạm những điều kị của giới thư họa truyền thống : Không phân biệt được các thể Hán tự, không biết cách cầm bút, pha mực, thậm chí lạm dụng chữ Quốc ngữ cũng như các kí tự Latinh khác (f, j , w, z) vào thư pháp chữ Hán (do bản thân họ không học Hán tự nghiêm túc)... Cho nên lớp người này bị giới nghiên cứu Hán-Nôm tẩy chay.
| “                                                   | 我國自廢漢學後，舊學者一時之間 不知所向。於是稍能寫一手好字者多坐路旁賣字謀生，時人謂之翁徒。然則，真儒以此為恥，常蔑視之，足見當時之謂翁徒者皆無品行之流也。再後來，本朝太祖皇 帝立國之初，翁徒日趨稀少，是故武公廷連乃作翁徒詩以示其懷古耳。後人愚痴，不知其臭美，皆謂翁徒踞坐賣字為美俗，且鼓吹之。德孟年間，翁徒驀然甚衆，亦多爲卑賤蠢陋者。武公翁徒詩本為國音詩，今譯為漢文，又附有引入以詳翁徒事跡（小注：翁徒，或譯為'老秀才'此辭用不甚當。蓋老秀才，明稱國子監拔萃人才者）。 Ngã quốc tự phế Hán học hậu, cựu học giả nhất thời chi gian bất tri sở hướng. Ư thị sảo năng tả nhất thủ hảo tự giả đa tọa lộ bàng mại tự mưu sinh, thời nhân vị chi "ông đồ". Nhiên tắc, chân nho dĩ thử vi sỉ, thường miệt thị chi, túc kiến đương thời chi vị "ông đồ" giả giai vô phẩm hạnh chi lưu dã. Tái hậu lai, bản triều Thái Tổ hoàng đế lập quốc chi sơ, "ông đồ" nhật xu hi thiểu, thị cố Vũ công Đình Liên nãi tác "Ông đồ" thi dĩ thị kỳ hoài cổ nhĩ. Hậu nhân ngu si, bất tri kì xú mỹ, giai vị "Ông đồ" cứ tọa mại tự vi mỹ tục, thả cổ xuy chi. Đức Mạnh niên gian, "ông đồ" mạch nhiên thậm chúng, nhiên đa vi ti tiện xuẩn lậu giả. Vũ công "Ông đồ" thi bản vi Quốc âm thi, kim dịch vi Hán văn, hựu phụ hữu dẫn nhập dĩ tường "ông đồ" sự tích. (Tiểu chú : "Ông đồ" hoặc dịch vi "Lão tú tài", thử từ dụng bất thậm đáng. Cái "lão tú tài", Minh xưng Quốc Tử giám bạt tụy nhân tài giả). Nước ta từ sau khi bỏ Hán học, những người theo lối cựu học nhất thời không biết phương hướng. Bấy giờ, nhiều người viết chữ hơi đẹp liền ra ngồi ngoài đường bán chữ mưu sinh, người đương thời gọi là "ông đồ". Song le, các bậc chân nho coi việc làm như vậy là sỉ nhục, thường miệt thị họ, đủ thấy bấy giờ "ông đồ" đều là bọn không có phẩm hạnh vậy. Sau đó, hồi đầu Thái Tổ hoàng đế của bản triều lập nước, "ông đồ" ngày một ít dần, bởi vậy ông Vũ Đình Liên mới viết bài thơ "Ông đồ" để tỏ cái ý hoài cổ của ông ta mà thôi. Người đời sau ngu si, không biết xấu tốt, đều coi việc "ông đồ" ngồi xổm bán chữ là thuần phong mỹ tục, rồi cổ xúy cho việc đó. Những năm Đức Mạnh, "ông đồ" đột nhiên xuất hiện rất nhiều, nhưng phần lớn là bọn ti tiện ngu xuẩn. Bài thơ "Ông đồ" của ông Vũ vốn là thơ Quốc âm, nay tôi dịch sang Hán văn, lại phụ chép thêm phần dẫn nhập để tỏ tường sự tích của "ông đồ" (Chú thích : Có người dịch "Ông đồ" là "Lão tú tài", từ này dùng không thích đáng. Chừng vì "lão tú tài" là từ nhà Minh gọi những người tài giỏi xuất chúng trong Quốc Tử giám vậy). | ” |
| — Vân-trai Trần-quang-Đức, Lão đồ nhi, Hà Nội, 2016 | |   |

Việt Nam hiện đại được cho là có tứ đại thư pháp gia hay còn được gọi là "Tứ trụ" thư pháp Việt Nam. "Tứ trụ" thư pháp Việt Nam hiện đại gồm:
- "Thanh Hoằng Khê" Lê Xuân Hòa (đã mất)
- "Lỗ Công" Nguyễn Văn Bách (đã mất)
- "Vĩnh Nguyên" Lại Cao Nguyện (đã mất)
- "Nam Ba Cầm Văn" Cung Khắc Lược

### Thư pháp chữ Hán Nôm

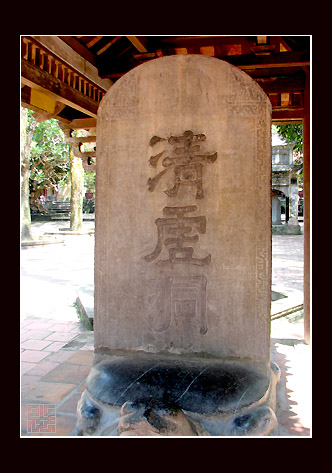
Bút tích Thanh Hư động (清虛洞) của hoàng đế Trần Duệ Tông.

Thư pháp Á Đông được cho là hình thành từ thời Đông Châu Liệt Quốc với các thể kim văn, triện văn bắt nguồn từ giáp cốt văn. Đến nay còn giữ được một số bức thư pháp tương truyền của thư giả Vương Hi Chi đời Đông Tấn. Sau này có những Tống Huy Tông, Tô Thức, Đường Dần, Văn Trưng Minh... kế tục. Ở hiện đại, cố chủ tịch Trung Quốc Mao Trạch Đông cũng được coi là thư pháp gia trứ danh với trường phái Mao tự độc đáo.
Thư pháp chữ Hán và chữ Nôm nhìn chung là tương đồng với Trung Quốc. Tuy nhiên, một số tư liệu như trong Kiến Văn Tiểu Lục của Lê Quý Đôn hay Vũ Trung Tùy bút của Phạm Đình Hổ cũng có nhắc đến một cách sơ lược và phân biệt lối viết chữ Hán của người Việt và người phương Bắc. Tại Việt Nam, những thư pháp gia có phẩm hạnh thấp thường được gọi đại khái thầy đồ, ông đồ, ông tú, tương đương học vị sinh đồ và tú tài. Thực tế, có rất ít thư pháp gia hạng này đạt danh vị đó, cho nên phải chọn nghề bán chữ nuôi thân, bị khinh miệt nhất trong sĩ lâm.
Danh sĩ thời Lê-Nguyễn Phạm Đình Hổ đã nhắc tới một lối viết chữ của người Nam dưới thời Lê mà ông gọi là "Nam tự" và được ông đưa ra so sánh với lối chữ của người phương Bắc mà ông gọi là Bắc tự. Lối chữ này vẫn còn được thấy trên rất nhiều sắc phong, văn bia,... còn lại từ thời Lê. Học giả Nguyễn Sử cho rằng để đạt được sự thống nhất về lối chữ Nam phải kể đến vai trò của vua Lê Thánh Tông trong cuộc cải cách hành chính mà ông đề ra. Đại Việt sử ký toàn thư có ghi lại các sắc lệnh về việc thống nhất lối chữ viết quan phương như sau: năm Quang Thuận thứ 9: "Sắc chỉ Lễ bộ quy định các dạng thức văn tự dân gian, ban hành thiên hạ"; năm Hồng Đức thứ 8: "Sắc chỉ các vệ nha môn, dùng lối chữ hoa áp, phải kính cẩn tuân phụng thi hành." Đặc điểm của lối chữ hành chính thời Lê là nét ngang bằng, thẳng, giấu đầu che đuôi, các nét cuối thường có xu hướng hất lên trên và càng về sau xu hướng này càng khoa trương và độ khó trong việc vận bút đã cao hơn hẳn ở thời Mạc và Lê Trung Hưng.
Ở thời Lê Trung Hưng, lối chữ Nam này đã hoàn thiện với đặc điểm "đầu cong chân quẹo", cách dụng bút hiểm hóc, kết thể thu chặt vào trong, dường như tuân theo khối tròn chứ không nằm trong hình vuông như chữ Khải thông thường. Bắt nguồn từ việc dùng trong hành chính, nhưng lối chữ này dần dần được dùng cho cả hoành phi, câu đối, văn bia,.. ở các chùa và gần như thống trị thư đàn thời Lê Trung Hưng. Phạm Đình Hổ cho biết: "...những giấy tờ ở chốn cửa công thì dùng riêng một lối chữ Nam, lúc đầu là phòng dân gian làm giả mạo, mới theo hoa văn đặt ra một lối chữ việc quan. Ai học theo lối chữ ấy, thì sáu năm một lần, thi trúng tuyển được sung vào làm chân thư tả ở trong các nha môn". Theo Việt sử toát yếu, thời Lê thi viết gồm 3 phần thi: Đại thư, Tiểu thư và Lệnh thư. Lối chữ Lệnh thư được nhắc đến này có thể chính là lối chữ dùng trong sắc lệnh, hành chính. Cuối thời Lê, việc yêu thích lối chữ phương Bắc của chúa Trịnh Sâm đã đẩy thư pháp quay lại với nhiều phong cách tự do hơn, xóa tan một thời kỳ dài chỉ dùng một lối chữ bản địa dập khuôn. Lối chữ viết Nam tự thời Lê, tuy xuất phát từ mục đích thực dụng trong việc kí thuật của quan phương, nhưng cũng đã tạo nên một dấu ấn nghệ thuật đặc sắc cho thư phong Việt Nam trong tổng thể thư đàn Á Đông.
| “                                                             | Chữ Hán được xử dụng tại Việt Nam ít nhất từ 2000 năm trước. Các triều đại tông chủ độc lập tại Việt Nam đều coi chữ Hán, văn Hán là ngôn ngữ hành chính nhà nước, ngôn ngữ văn học... Thậm chí đến thời Nguyễn, triều đình Việt còn tự nhận là chủ thể kế thừa văn hóa, ngôn ngữ Hán chính thống, hơn nhà Thanh phía Bắc. Chữ Hán mất vị trí độc tôn, nhường vị thế cho chữ quốc ngữ kể từ đầu thế kỷ XX, đánh dấu bởi sự phế bỏ lối thi khoa cử cuối triều Nguyễn. Mặc dù không còn được coi trọng như trong quá khứ, chữ Hán vẫn tiếp tục được các nhà nước Việt Nam Dân chủ Cộng hòa (miền Bắc), Việt Nam Cộng hòa (miền Nam) xử dụng trong nhiều trường hợp quan phương. Chỉ sau khi nước Cộng hòa Xã hội chủ nghĩa Việt Nam thành lập (1976), đặc biệt sau khi cuộc chiến Việt - Trung diễn ra (1979), chữ Hán mới chính thức bước ra khỏi vũ đài lịch sử và dần trở thành một thứ "chữ lạ", bị gán ghép với nhiều giá trị "lạ".'' | ” |
| — Vân-trai Trần-quang-Đức, Chữ Hán tại Việt Nam, Hà Nội, 2014 | |   |

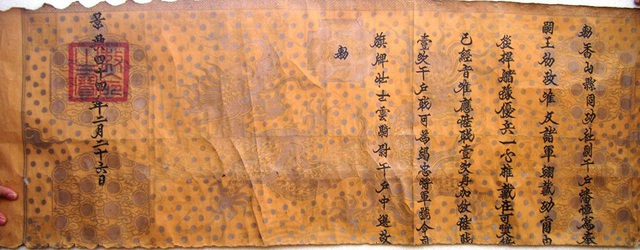
Sắc phong Cảnh Hưng 景興.
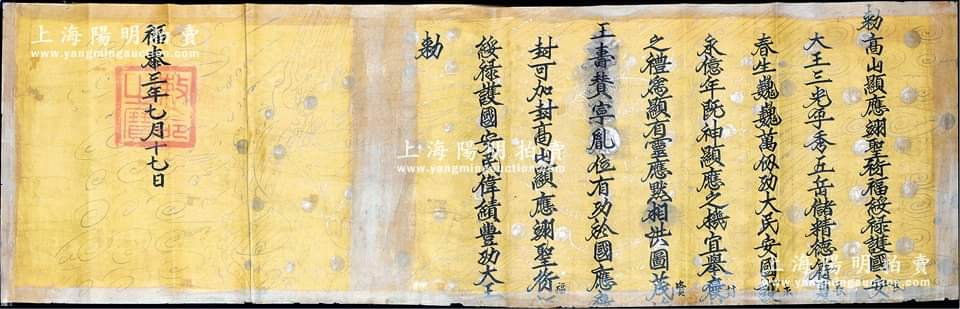
Sắc phong Phúc Thái 福泰.
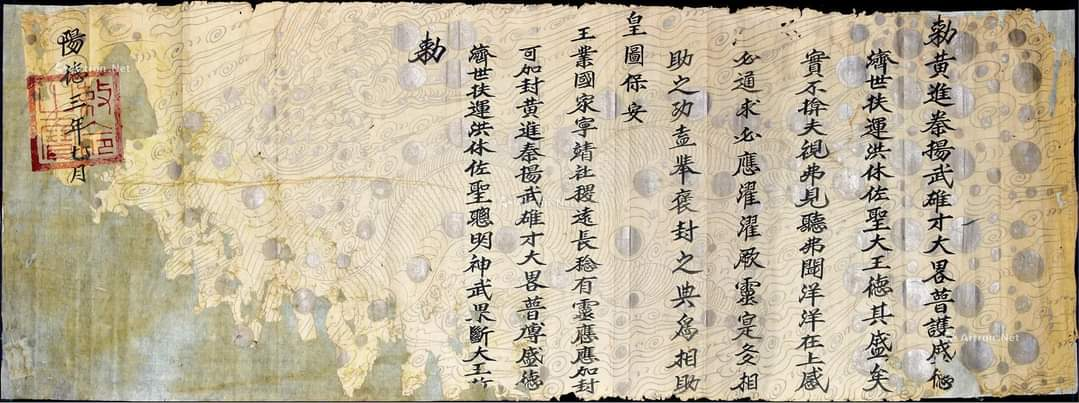
Sắc phong Dương Đức 陽德.
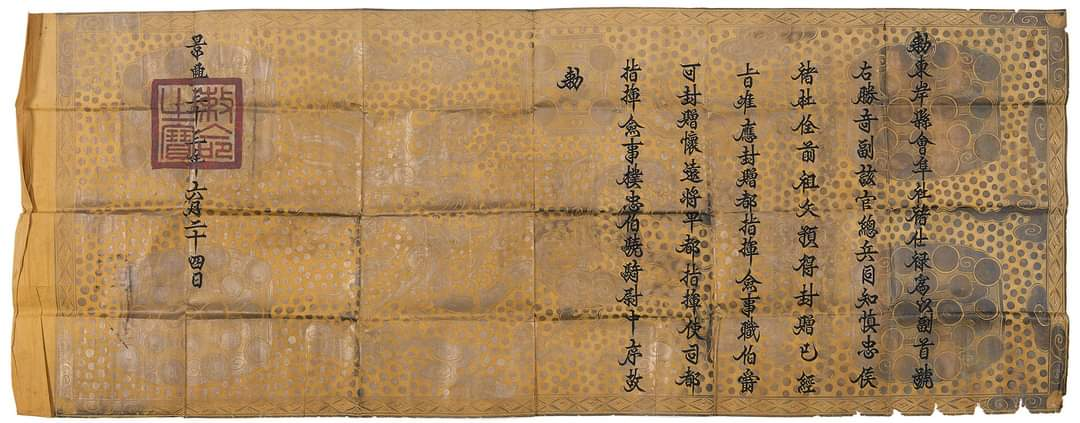
Sắc phong Cảnh Hưng 景興.
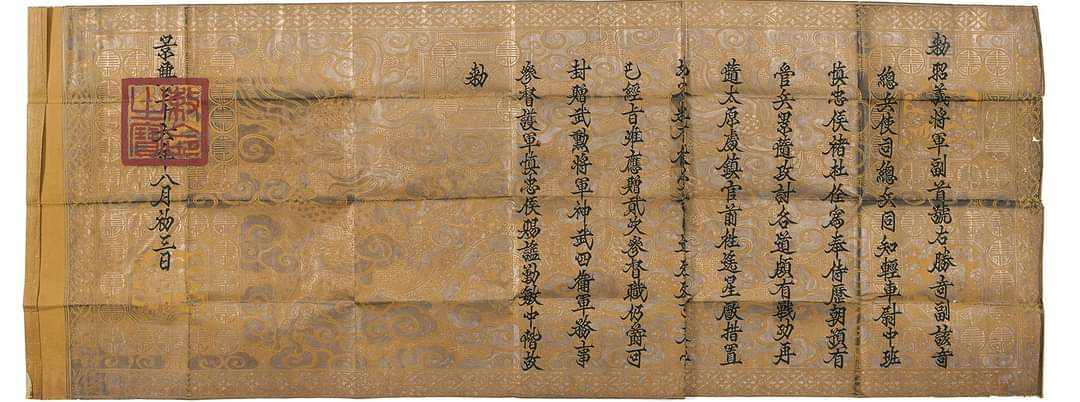
Sắc phong Cảnh Hưng 景興.
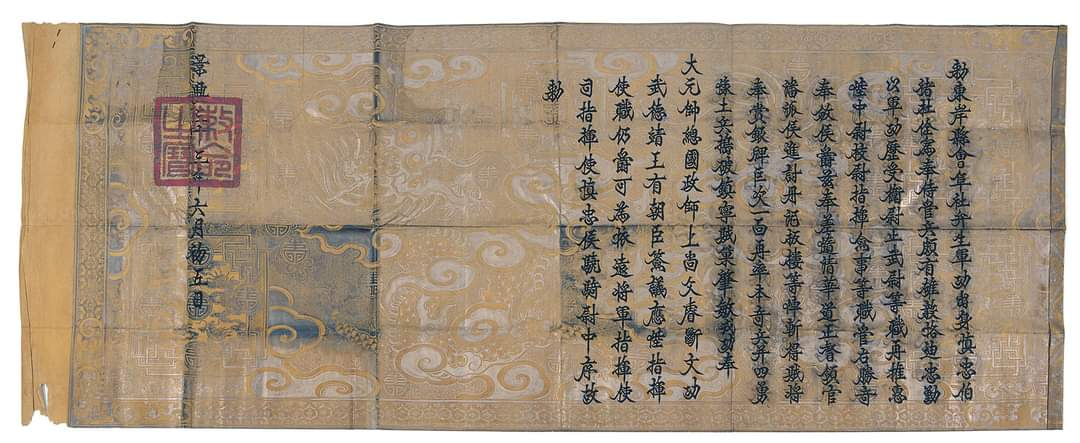
Sắc phong Cảnh Hưng 景興.
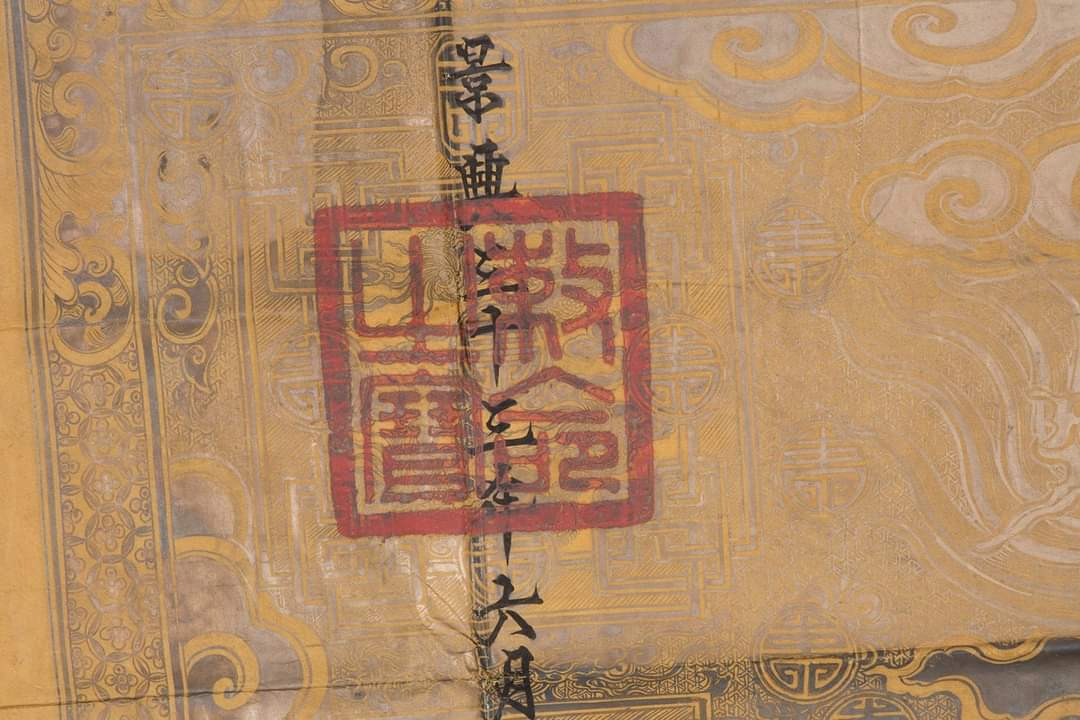
Sắc phong Cảnh Hưng 景興.
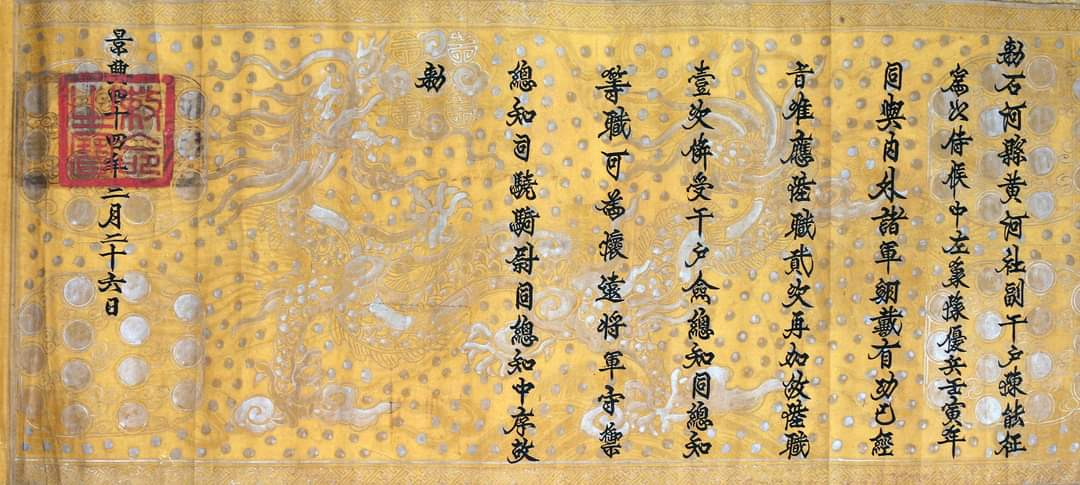
Sắc phong Cảnh Hưng 景興.
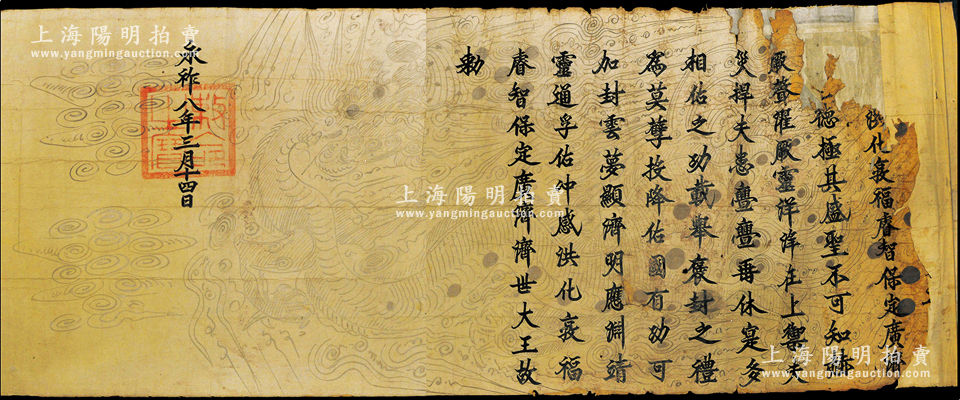
Sắc phong Vĩnh Tộ 永祚.
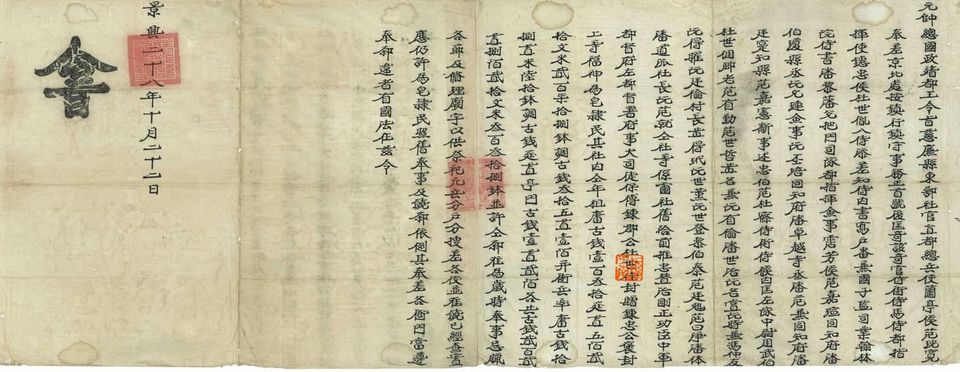
Thư của chúa Trịnh Sâm 鄭森 ra nhà Tây Sơn.
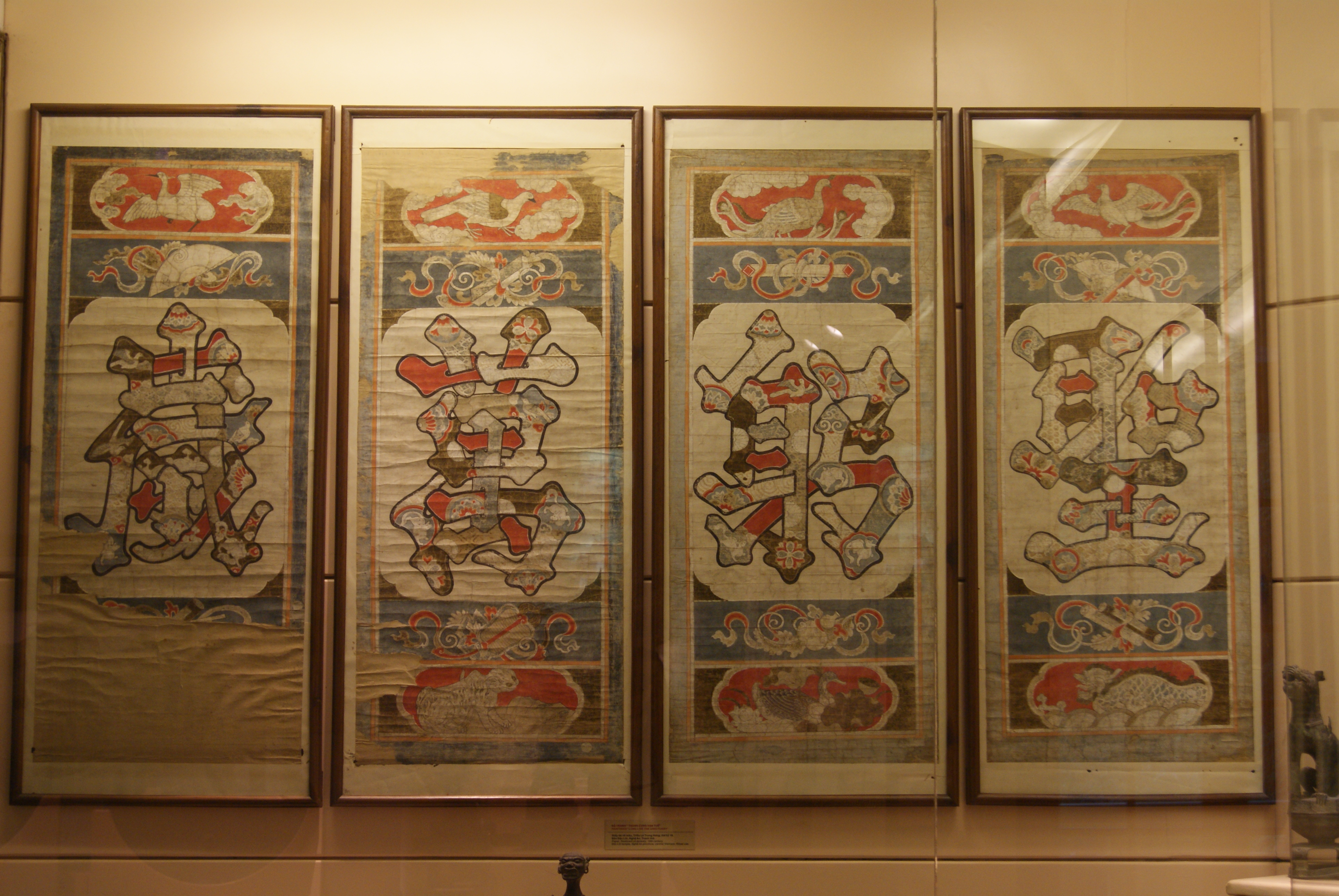
Tranh với chữ "聖躬萬歲" (Thánh cung vạn tuế) bằng Lệnh thư.
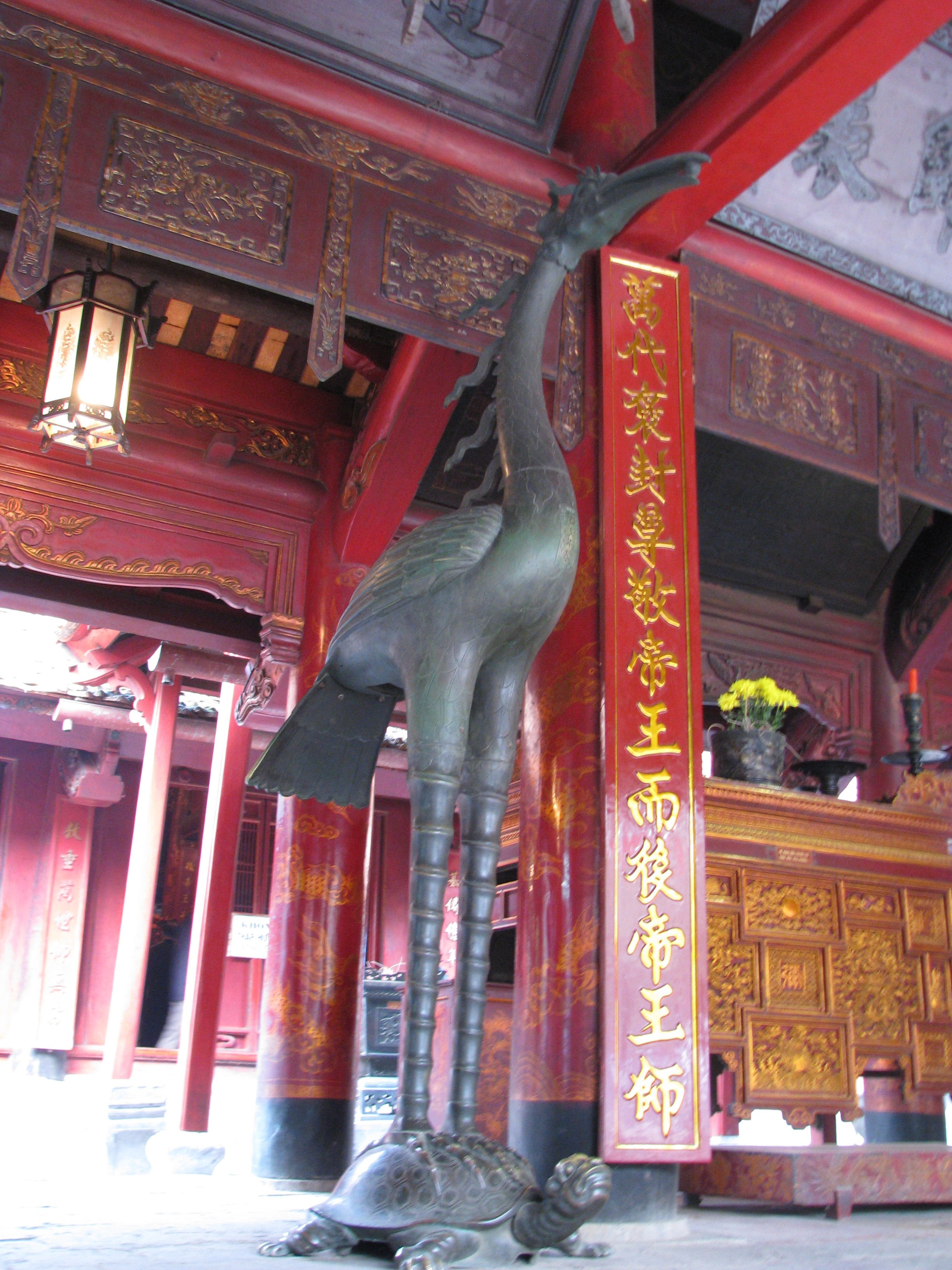
Đối liễn ở trong Văn Miếu bằng Lệnh thư.
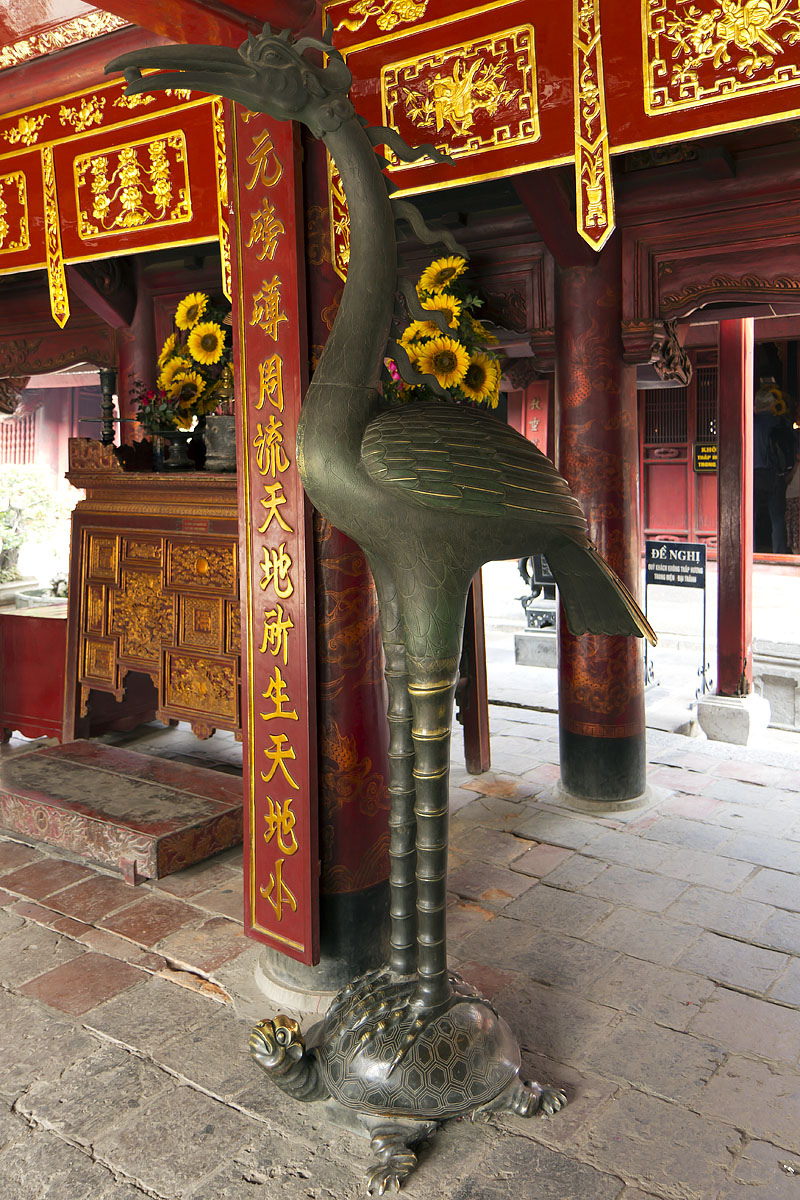
Câu đối ở trong Văn Miếu bằng Lệnh thư.
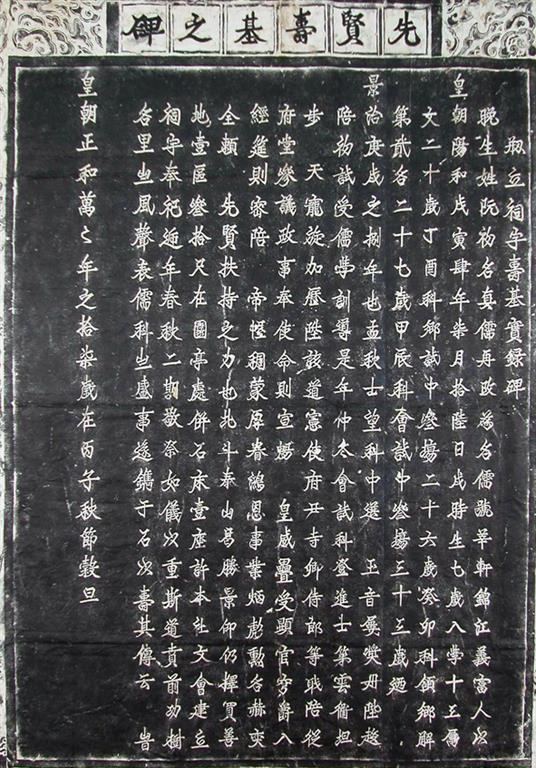
Văn bia bằng Lệnh thư.

### Thư pháp chữ Quốc ngữ

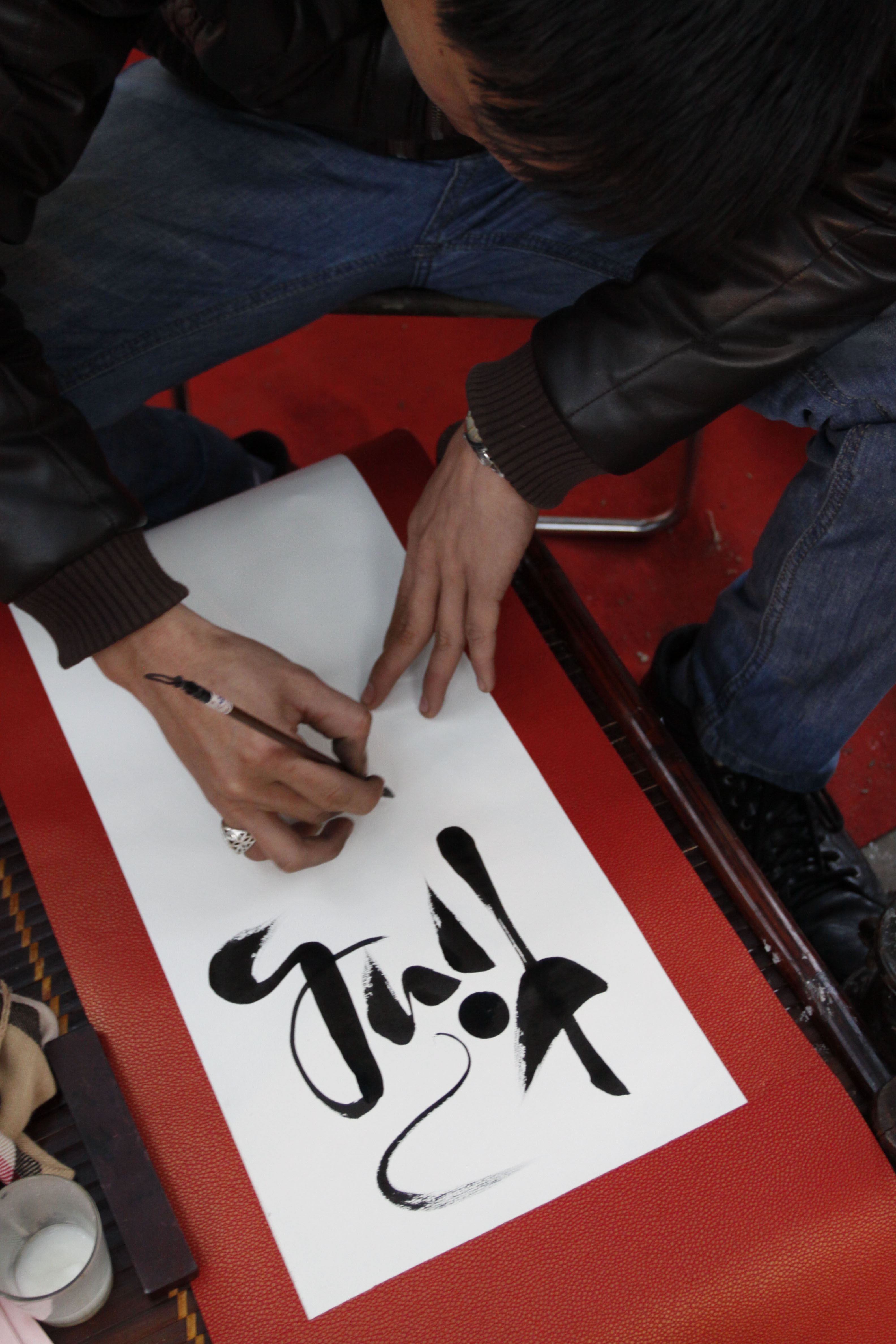
"Đồ" giả Văn Miếu sai tư thế ngồi, cầm bút và dùng Latin trong thư pháp Hán. Những hình ảnh quen thuộc ở Việt Nam thập niên 2010 bị giới nghiên cứu cổ văn lên án.

Thư pháp chữ Quốc ngữ xuất hiện từ thập niên 1930, giai đoạn chữ Quốc ngữ (chữ Latinh) bắt đầu phổ biến hơn chữ Hán và chữ Nôm ở Việt Nam trong thời kỳ đô hộ của Thực dân Pháp.
Những người đam mê và theo đuổi học tập, nghiên cứu phân môn nghệ thuật chơi chữ này được cho là đã tôn ông Đông Hồ Lâm Tấn Phác làm "Ông tổ" của thư pháp chữ Quốc ngữ. Ông sinh ngày 15 tháng 2 năm Bính Ngọ 1906, tại làng Mỹ Đức tỉnh Hà Tiên. Đông Hồ là một người có bàn tay tài hoa, vốn yêu thích viết chữ đẹp và nghệ thuật thư pháp và là người đầu tiên có ý tưởng dùng cọ lông và mực nghiên viết chữ Quốc ngữ. Vì thế ông được tôn là tổ sư của thư pháp chữ Quốc ngữ. Ông mất ngay khi đang đọc thơ trên bục giảng vào ngày 25/03/1969 nhằm năm Kỷ Dậu.
Bắt đầu là nhà thơ Đông Hồ viết thư pháp với bút sắt, sau này có nhà thư pháp Nhất Linh viết một số bức in trên tạp chí nhưng chưa thành phong trào. Mãi đến sau này, nhà sư Minh Đức Triều Tâm Ảnh khơi mào cho phong trào viết thư pháp Quốc ngữ bằng bút lông. Câu lạc bộ Thư pháp ban đầu chỉ có nhà thư pháp Nguyễn Đình và nhà sư Minh Đức Triều Tâm Ảnh viết thư pháp Quốc ngữ.

## Phong hóa

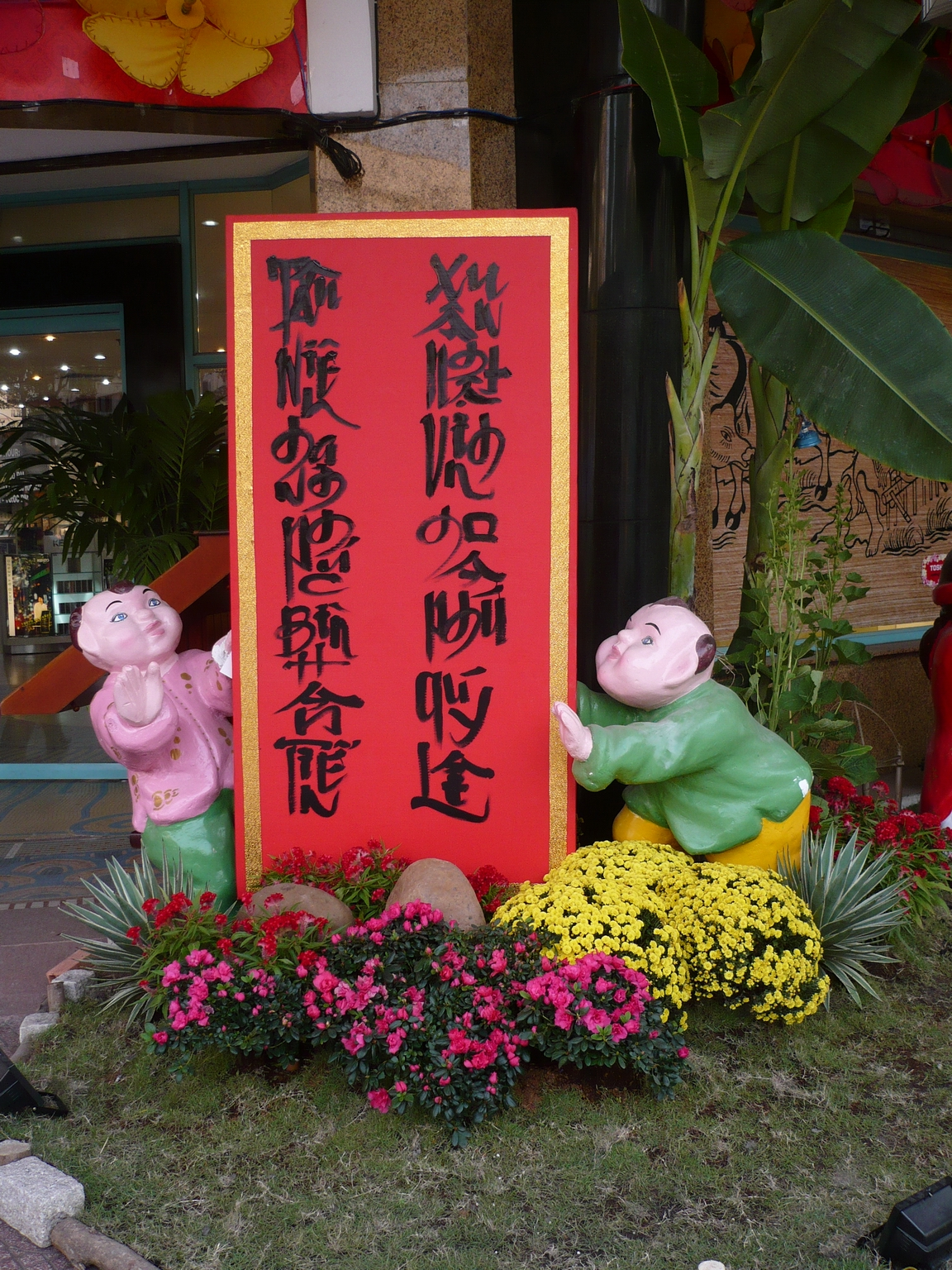
Một câu đối Tết bằng chữ Quốc ngữ, viết theo lối thư pháp, tại Đường hoa Nguyễn Huệ năm 2009:
Tân niên hạnh phúc bình an tiến
Xuân nhật vinh hoa phú quý lai
("Năm mới hạnh phúc bình an tới
Ngày xuân vinh hoa phú quý về")

Mặc dù trình độ thư pháp gia không phải lúc nào cũng cao, những lớp người này góp phần khá trọng yếu trong lịch sử nhân loại ở khía cạnh làm đẹp văn tự, vô hình trung khiến văn bản trở nên hấp dẫn hơn. Tuy nhiên, trong nhiều giai đoạn lịch sử, những kẻ lạm dụng danh xưng thư pháp gia để trục lợi lại vô tình làm tan biến cái hay của thư pháp.
Trong thư pháp hiện nay có 5 kiểu chữ chính:
- Chữ Chân Phương (còn gọi là Chân Tự): là cách viết rõ ràng dễ đọc, gần giống chữ viết bình thường.
- Chữ Cách Điệu (còn gọi là Biến Tự): là cách viết biến đổi từ chữ Chân Phương, nhưng các chữ cái hơi được biến dạng một chút để tạo lối viết riêng của từng người.
- Chữ Cá Biệt (còn gọi là Cuồng Thảo): là lối viết mà người phóng bút "nhiếp tâm" giữa tư tưởng và quản bút. Lối viết này thể hiện cá tính của người viết. Nhìn vào kiểu chữ này, người xem dễ nhận ra tác giả mà không cần phải xem chữ ký. Kiểu chữ này thường được viết liền mạch trong một nét nên khó đọc.
- Chữ Mô Phỏng là lối viết dựa theo kiểu chữ của nước ngoài. Chẳng hạn có người viết chữ Quốc ngữ nhưng nhìn qua trông ngỡ chữ Ả Rập, chữ Miên,...
- Chữ Mộc Bản là kiểu chữ giống như chữ khắc trên mộc hoặc như kiểu thợ sắp chữ của nhà in mà khi viết thì theo một phương pháp đảo lộn, khi xem phải dùng gương phản chiếu. Khi nhìn qua, chữ kiểu này trông giống chữ Hán-Nôm, nhưng thực ra lại là chữ Quốc ngữ viết ngược.

Thư pháp có thể biến tấu khéo léo thành thư họa, khi một số bức thư pháp còn có hình ảnh minh họa, trong đó phần tranh có thể chiếm khoảng không gian lớn hơn phần chữ. Hoặc khi nhà thư pháp biến chữ thành tranh, tranh là hình ảnh của chữ. Cũng do chữ Quốc ngữ là chữ Latinh, nhiều người tận dụng thư pháp Chữ quốc ngữ để viết thư pháp cho tiếng nước ngoài như tiếng Anh.
| “                                             | Tính chất tông giáo của Nho gia rất mờ nhạt. Nó chỉ giống như một trạng thái tín ngưỡng nếu so với ảnh hưởng của một học thuyết lớn đến thế. Thậm chí có thể nói, tính chất tông giáo của Nho giáo gần như là không có. Bởi vì, ngay trong điện thờ chính thức của Nho giáo không có một vị thần linh nào. Một tông giáo chỉ được coi là tông giáo khi đủ ba điều kiện tối thiểu: Hệ thống thần điện và giáo chủ, hệ thống tăng lữ, hệ thống giáo luật. Mặc dù có phương diện tông giáo đấy, nhưng người ta chưa bao giờ coi Nho giáo là tông giáo. Thứ đến, phát xuất điểm Nho giáo là hệ thống học thuật có tính chất đạo đức hành vi, tức là phải có tính thực tế. Nên ngay từ đầu, nó đã quy phạm hóa cách ứng xử cho mọi lớp người. Vì thế, tôi ủng hộ cách nhìn của các nhà nghiên cứu Đài Loan: Mục tiêu của Nho giáo nếu phải nói gọn lại trong một cụm từ, thì là "tu kỉ trị nhân". Nhưng cũng chính vì phát xuất điểm là học thuyết đạo đức của sĩ quân tử, nên nó đòi hỏi những phẩm chất cực kì cao. Cũng có nghĩa, bản thể Nho giáo không phải học thuyết triết học. Nên mãi về sau này nó mới phải bổ sung những yếu tố triết học, thế nhưng yếu tố triết học Nho giáo lại rất khó hoàn thiện. Nên mới có hiện tượng, nhà nho hễ đụng vào triết học là mặt cứ ngây ra, còn cuốn được coi hàng đầu về triết học là Dịch Kinh lại bị biến thành sách bói toán, nhìn chung không thể triết học hóa quyết liệt được và cũng chẳng áp dụng được. Nhân vật bác học được coi là kiệt xuất nhất Việt Nam trung đại Lê Quý Đôn, "thiên hạ vô tri vấn bảng Đôn", trong những sách của ông chỉ có một cuốn về Dịch Kinh, nhưng lại là tác phẩm dở nhất và cũng được soạn với thái độ run rẩy nhất. Không ông nào giải thích được triệt để những mệnh đề triết học Nho giáo, chứ chưa nói những học thuyết khác. Vì không được xây dựng trên nền tảng triết học, lại thù ghét những biện pháp hình chính, chỉ chủ trương trị quốc bằng giáo hóa, nên chính cái đức trị ấy đã kiềm hãm sự phát triển của trung quốc. Về sau, nhà cầm quyền không bằng cách nào khác được nên đành đưa Pháp gia vào Nho giáo dưới biện pháp cưỡng bách. Tức là, không có Pháp gia thì không trị quốc được. | ” |
| — Giáo sư Trần Ngọc Vương giải nghĩa Nho giáo | |   |

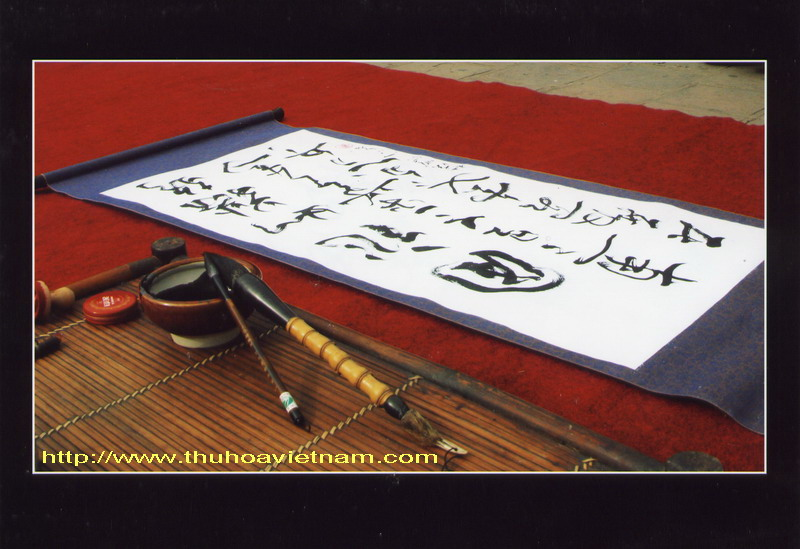
Tác phẩm trình diễn Thư pháp tại Văn Miếu năm 2006
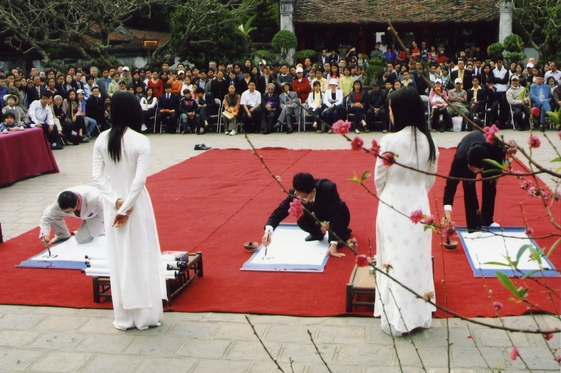
Thế hệ trẻ Việt Nam với Thư Pháp. Hình từ THVN Lưu trữ ngày 25 tháng 9 năm 2019 tại Wayback Machine
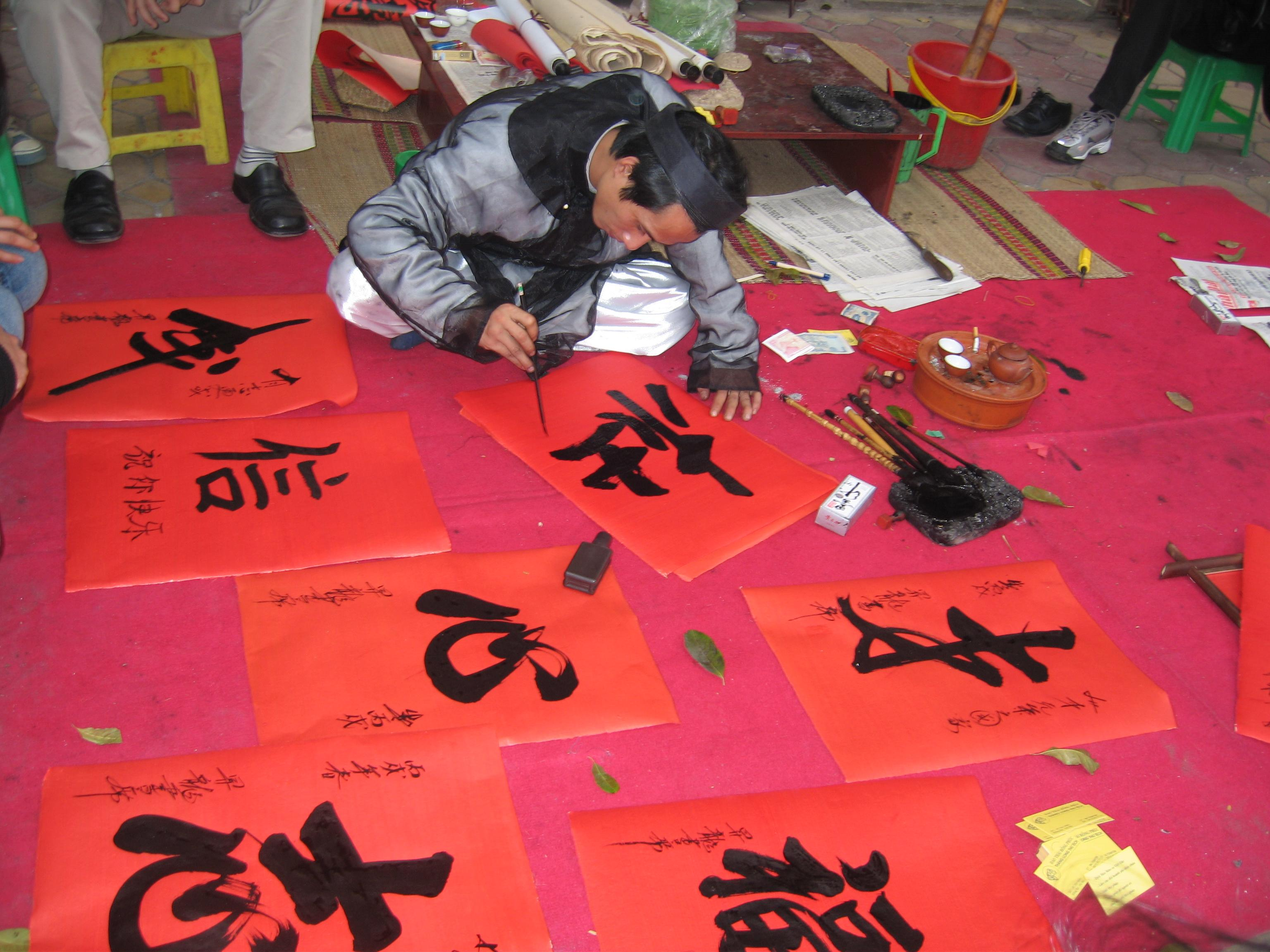
Ông đồ Việt đang viết thư pháp chữ Hán và chữ Nôm
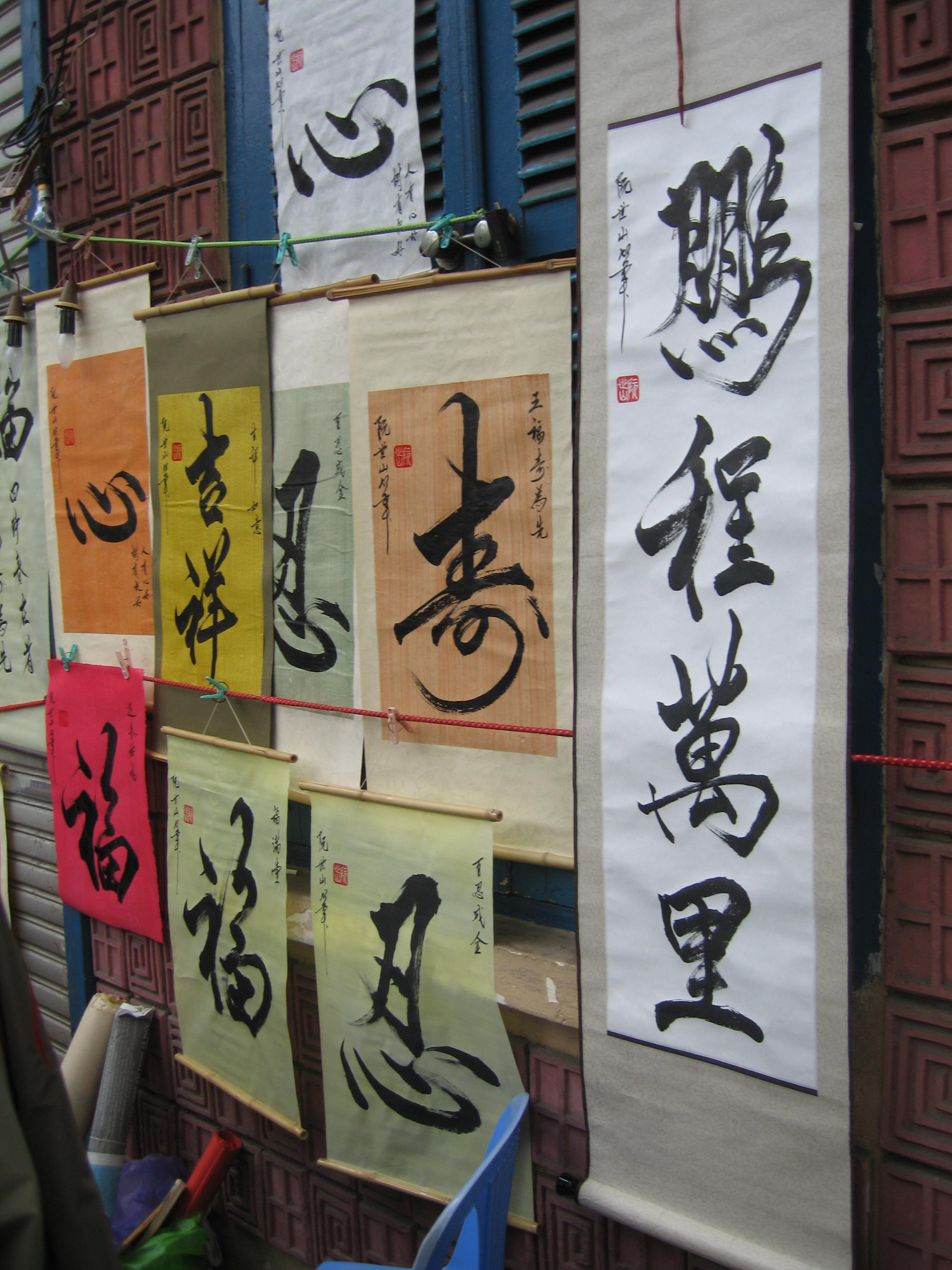
Thư pháp
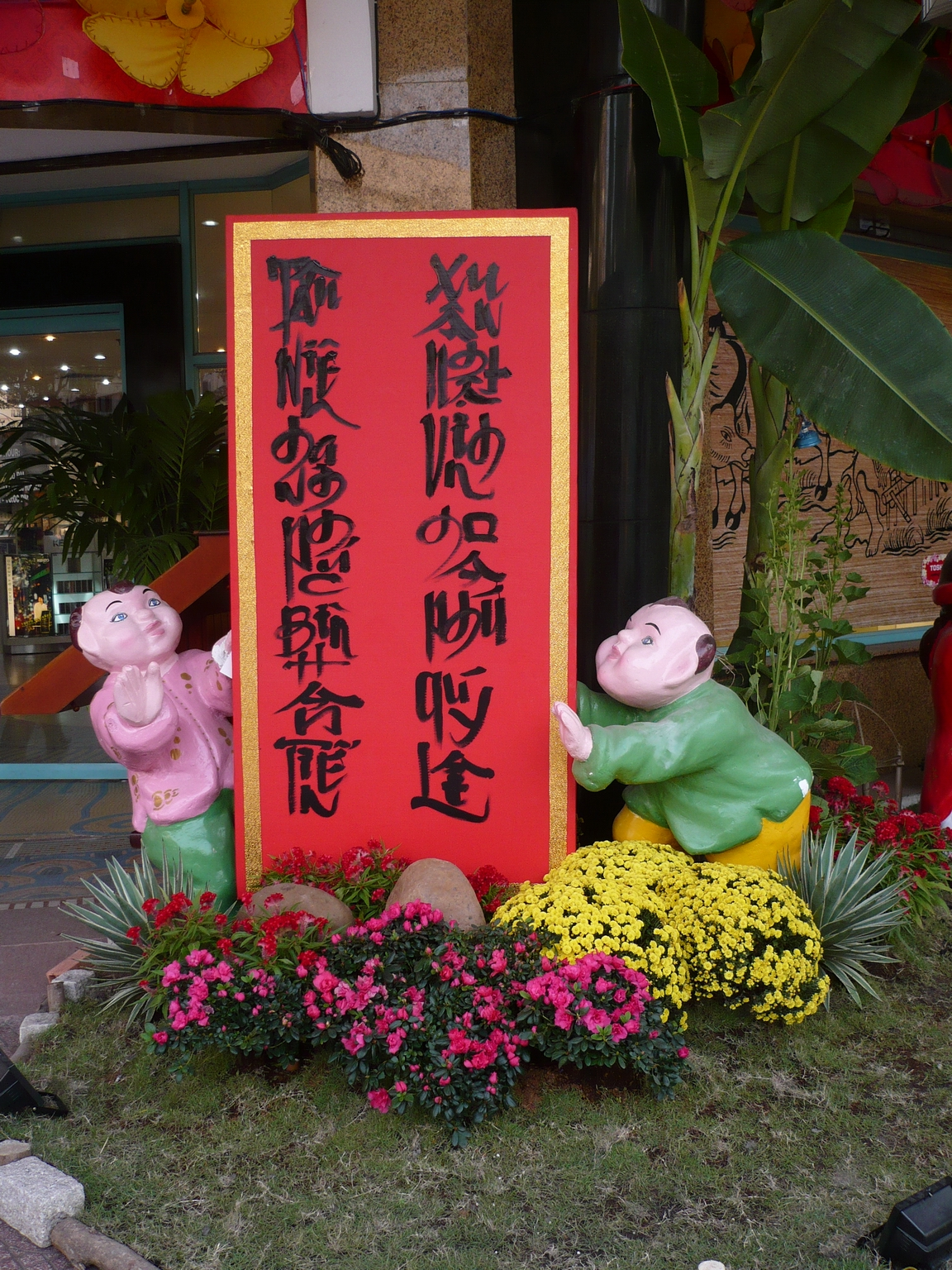
Một câu đối Tết viết theo lối thư pháp, tại Đường hoa Nguyễn Huệ 2009
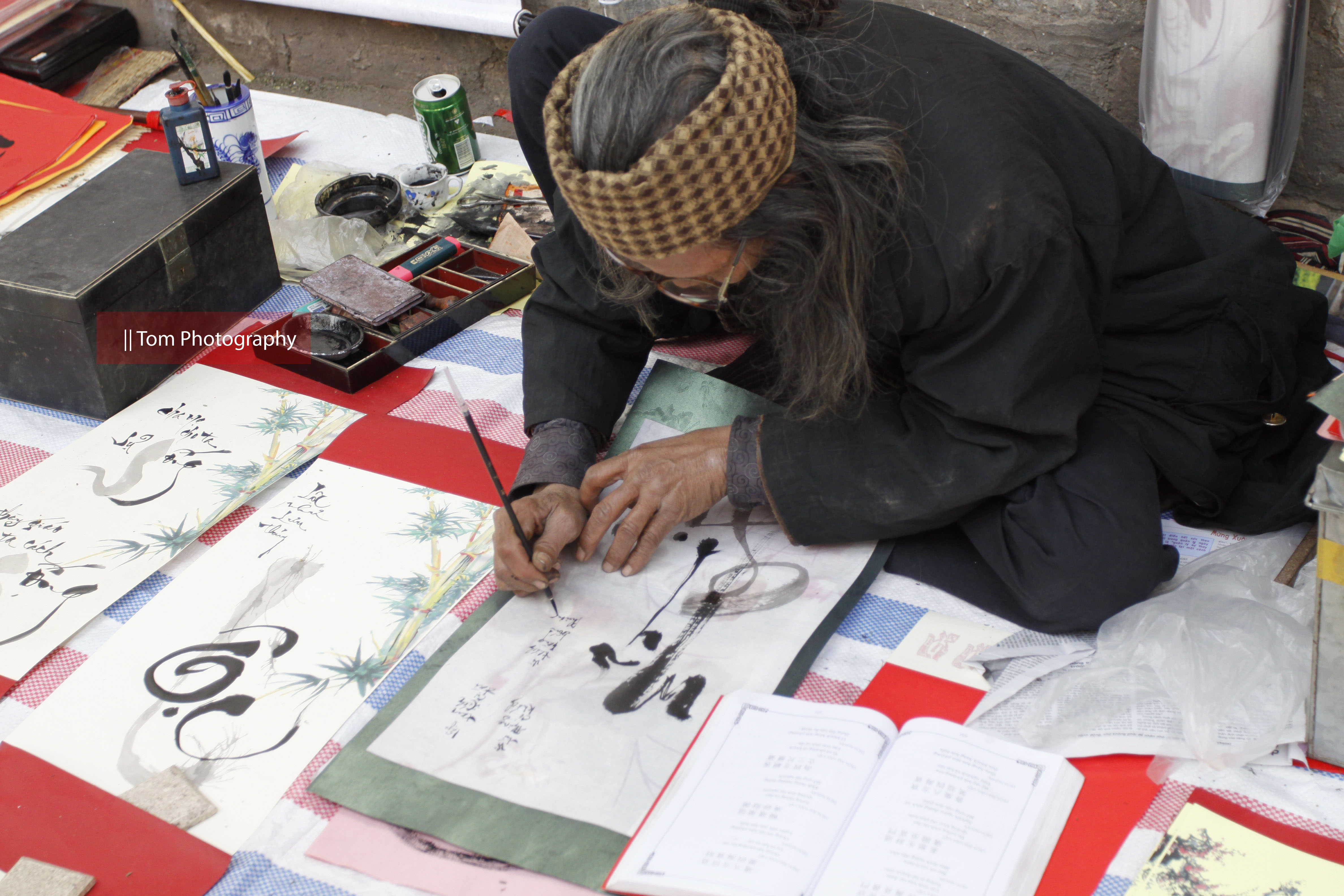
Thư pháp chữ quốc ngữ

## Liên kết

### Tư liệu
- Calligraphy alphabets, Lettering Daily
- French Renaissance Paleography
- Công bố hơn 88 sắc phong thời Cảnh Hưng Lưu trữ ngày 31 tháng 10 năm 2023 tại Wayback Machine
- Bia số hóa với dòng lệnh thư